# Cantonul Lorient-Nord
Cantonul Lorient-Nord este un canton din arondismentul Lorient, departamentul Morbihan, regiunea Bretania, Franța.